# 異布瓊麗魚
異布瓊麗魚，為輻鰭魚綱鱸形目隆頭魚亞目慈鯛科的其中一種，分布於南美洲Ampiyacu河流域，體長可達10.7公分，棲息在中底層水域，生活習性不明。

## 擴展閱讀
維基物種上的相關：異布瓊麗魚